# 구리 (바둑 기사)
구리(중국어: 古力, 병음: Gǔ lì 고력, 1983년 2월 3일 ~ )는 중화인민공화국의 바둑 기사이다. 중국기원 소속 9단. 쿵제, 후야오위 등과 더불어 80후 소호(小虎) 세대라 불린다.

## 약력

### 출생과 바둑입문
충칭 시 출신. 부친의 영향으로 6살 때부터 바둑을 배워 충칭 기원에 다녔다.

### 바둑 이력
- 1994년 세계 청소년 바둑 선수권 대회 소년부 우승.
- 1995년 프로 입단.
- 1997년 녜웨이핑 문하에 입문.
- 2001년 신인왕전 우승.
- 2002년 이광배 우승. 7단 승단.
- 2003년 서남왕배 우승. 아함동산배 우승
- 2003 ~ 2008년 천원전 6연패
- 2003 ~ 2005, 2007년 한중 천원전 우승
- 2004 ~ 2009년 명인전 6연패
- 2005년 신인왕전 우승. 아함동산배 우승.
- 2006년 LG배 세계기왕전 우승. 이후 9단 승격. 창기배 준우승
- 2007년 춘란배 우승. 창기배 우승
- 2008년 후지쯔배 우승. 용성전 우승. 아함동산배 우승. 취저우 난가배 우승
- 2009년 도요타덴소배, LG배, BC카드배 등 3대 국제대회 우승.
- 2010년 삼성화재배 우승
- 2011년 창기배 우승. BC카드배 준우승. 삼성화재배 준우승
- 2012년 아함동산배 우승. 삼성화재배 준우승
- 2013년 몽백합배 준우승
- 2014년 용성전 우승

## 국제기전 성적
| 대회       | 2001 | 2002 | 2003 | 2004  | 2005  | 2006 | 2007 | 2008 | 2009 | 2010 | 2011   | 2012   | 2013   | 2014 | 2015 | 2016 | 2017 | 2018  | 2019 |   |
| ---------- | ---- | ---- | ---- | ----- | ----- | ---- | ---- | ---- | ---- | ---- | ------ | ------ | ------ | ---- | ---- | ---- | ---- | ----- | ---- | - |
| 잉씨배     | -    | -    | -    | 24강  | -     | -    | -    | 16강 | -    | -    | -      | 8강    | -      | -    | -    | 30강 | -    | -     | -    |   |
| 후지쯔배   | ×    | ×    | 16강 | 24강  | 8강   | 16강 | 16강 | 우승 | 16강 | 8강  | 32강   | 중지   | -      | -    | -    | -    | -    | -     | -    | - |
| 삼성화재배 | 16강 | ×    | ×    | 4강   | 16강  | 16강 | 4강  | 32강 | 4강  | 우승 | 준우승 | 준우승 | 16강   | ×    | 32강 | 32강 | ×    | ×     | ×    |   |
| LG배       | ×    | ×    | ×    | 16강  | 우승  | 8강  | 16강 | 우승 | 8강  | 16강 | 32강   | 16강   | 32강   | ×    | 16강 | 8강  | ×    | ×     | ×    |   |
| 춘란배     | -    | ×    | -    | 8강   | -     | 우승 | -    | 8강  | -    | 8강  | -      | 16강   | -      | 우승 | -    | 16강 | -    | ×     | -    |   |
| 도요타배   | -    | ×    | -    | 16강  | -     | 16강 | -    | 우승 | 중지 | -    | -      | -      | -      | -    | -    | -    | -    | -     | -    |   |
| BC카드배   | -    | -    | -    | -     | -     | -    | -    | -    | 우승 | 16강 | 준우승 | 16강   | 중지   | -    | -    | -    | -    | -     | -    |   |
| 바이링배   | -    | -    | -    | -     | -     | -    | -    | -    | -    | -    | -      | 64강   | -      | 64강 | -    | 16강 | -    | ×     | -    |   |
| 몽백합배   | -    | -    | -    | -     | -     | -    | -    | -    | -    | -    | -      | -      | 준우승 | -    | 64강 | -    | ×    | -     | 64강 |   |
| 신아오배   | -    | -    | -    | -     | -     | -    | -    | -    | -    | -    | -      | -      | -      | -    | -    | 64강 | -    | 중지  | -    |   |
| 천부배     | -    | -    | -    | -     | -     | -    | -    | -    | -    | -    | -      | -      | -      | -    | -    | -    | -    | 2회전 | -    |   |
| TV아시아   | ×    | ×    | ×    | 1회전 | 1회전 | ×    | ×    | ×    | ×    | ×    | ×      | ×      | ×      | ×    | ×    | ×    | ×    | ×     | ×    |   |
| 농심배     | ×    | 0:1  | 1:1  | ×     | ×     | 0:1  | 0:0  | 0:1  | 0:1  | ×    | 0:1    | ×      | ×      | ×    | 3:1  | ×    | ×    | ×     | ×    |   |

## 기타
- 2006년 LG배 세계기왕전 우승으로 중국 기사의 국제대회 최연소(만 23세 2개월) 우승 기록을 세웠다. 당시 충칭 시는 기념 우표를 발행했다. 이 기록은 이후 조선족 기사 퍄오원야오가 만 22세인 2011년 2월 LG배에서 우승함으로써 경신됐다. (이 기록은 또다시 장웨이제가 16회 LG배 세계기왕전 우승으로 경신하였고 이후 판팅위大가 잉씨배 우승으로 한번 더 경신하였다.)
- 취미는 축구로 호나우디뉴 선수의 팬이다.
- 2008년 베이징 올림픽 대회 성화 릴레이에서는 충칭 지구의 1번 주자를 맡았다.
- 2005년까지는 중국랭킹 1위로서 세계대회 성적이 극히 좋지 못해 '국내용'이라는 오명을 썼다. 그러나 제10회 LG배 우승으로 중국 바둑팬들의 비난을 씻어냈다.
- 15회 삼성화재배 우승까지는 세계대회 결승에 7번 올라 7번 모두 우승하는 대기록을 세웠다. 그러나 2011년 3회 BC카드배에서 최고의 라이벌 이세돌에게 2:3으로 석패한 것을 시작으로 16회 삼성화재배에서 대 원성진에게 1:2, 17회 삼성화재배에서 대 이세돌 1:2, 1회 몽백합배에서 대 미위팅 1:3으로 패하며 세계대회 결승 4연패를 기록 하다가 제10회 춘란배에서  저우루이양에게 2:0으로 꺾고 우승했다.
- 구리는 번기승부 무패의 기록을 가지고 있었는데 이세돌이 2004년 9회 삼성화재배 준결승에서 구리에게 2:1로 승리하며 그 기록이 깨졌다. 마찬가지로 중국기사에게 결승에서 패배한 적이 없었던 이세돌을 2009년 13회 LG배 세계기왕전에서 물리치며 기록을 깨트렸다.